# Manolo Oyonarte
Manolo Oyonarte es el nombre artístico de Manuel Ortega Oyonarte, (Madrid, 28 de abril de 1937) un pintor y arquitecto español reconocido por su obra plástica contemporánea, sus pinturas se encuentran en galerías y centros expositivos de todo el mundo, tanto públicos como privados.

## Trayectoria
Oyonarte nació en Madrid, es hijo del artista Manuel Ortega (pintor) y por ese motivo adopta el apellido materno, Oyonarte, para diferenciarse del nombre artístico paterno. Estudió arquitectura en la Escuela Técnica Superior de Arquitectura de Madrid (ETSAM), siendo arquitecto titulado en esta escuela de la Universidad Politécnica de Madrid (UPM) desde el año 1983. Realizó estudios de postgrado y de doctorado, desde 2015 es doctor en Bellas artes por la Universidad Complutense de Madrid, con la tesis de título El concepto de objetividad de la obra de arte. El objetivismo bipolar de Jorge Oteiza. Después de varios años trabajando como profesional arquitecto independiente, colegiado en el Colegio Oficial de Arquitectos de Madrid (COAM), pasó a trabajar con mayor dedicación como artista plástico en el ámbito de la pintura. Como arquitecto desarrolló y ejecutó proyectos en Madrid y Murcia. Con el planteamiento estético desarrollado en su tesis doctoral, leída en 2015, desarrolló un conjunto de obras con las que montó la exposición Desde lo Inexistente en el año 2017. Oyonarte explica que a partir de esta exposición, sus obras, ya no buscan el tema en lo que las manchas de color le sugieren, sino que desarrolla líneas de investigación en varios cuadros.

### Pintor
Oyonarte experimentó y colaboró en el ámbito de la Nueva Figuración española, siendo uno de los fundadores del grupo artístico “Tres-en-realidad” alineado con el Arte pop europeo. La obra de Oyonarte tiene una estructura abstracta que define la espacialidad mediante colores, formas, letras, números, figuras geométricas y otros elementos, definidos con un nivel similar de importancia. En sus obras la fragmentación presenta dos escalas, los personajes principales están dibujados a tamaño mayor que lo secundario, los trozos de paisajes, cielos o escenas accidentales que aparecen, formando una obra que aspira a llegar a nuestro inconsciente de forma subliminal. La densidad, se expresa con cambios de color y cambios de textura, dotando al cuadro de una comunicación diversa hacia lo esencial.
Oyonarte participa en ferias internacionales como ARCO, Estampa, LineArt en Gante, Porto Oporto, Europ’Art en Ginebra, No boundaries International, en Carolina del Norte, Pain a future en Floriánopolis o la bienal de Florencia, así como exposiciones individuales y colectivas. Su obra se ha expuesto en países europeos como Alemania, Italia, Bélgica, en países asiáticos como China, en países americanos como Argentina, Brasil y Estados Unidos. Diversas instituciones y organizaciones, públicas y privadas, poseen en sus colecciones obras de Oyonarte. Las pinturas de Oyonarte se encuentran en instituciones como la Colección Caja Madrid (BANKIA), Ayuntamiento de Madrid y Comunidad de Madrid, BNP, así como en el Museo Español de Grabado, o Museos de Arte contemporáneo como el de Floriánopolis en Brasil o el de Nápoles en Italia. Las cotizaciones de sus obras se establecen en las diferentes salas de subastas en las que habitualmente salen.
Participa en exposiciones individuales y colectivas en las que expone los trabajos con los hallazgos plásticos de sus investigaciones. Entre las exposiciones individuales realizadas en Madrid por Oyonarte, destacar La Frontera Postmoderna del Ser, realizada en 2019 en el Espacio Bop donde impartió una conferencia con motivo de su exposición individual en este espacio durante el mes de mayo.
Es miembro del grupo visual de la Asociación de Artistas Plásticos de Madrid. Desde 2003 es Académico por la Academia italiana Internazionale Gentilicia “Il Marzocco” de Florencia, desde 2005 por la Academia Internazionale “Greci-Marino” de Vercelli. Ha recibido varios premios de pintura, sobre todo en España e Italia.

## Obras seleccionadas

### Tesis
- 2015 El concepto de objetividad de la obra de arte. El objetivismo bipolar de Jorge Oteiza[3][4]

### Exposiciones
- 2017 Desde lo Inexistente, obra a partir del planteamiento estético de su tesis doctoral[12]
- 2018 Espejos Cósmicos.[13]
- 2019 La Frontera Postmoderna del Ser[9][10]
- 2020 Caminando en lo innombrable[14][15]

## Reconocimientos
- Desde 2003 Académico: Academia italiana Internazionale Gentilicia “Il Marzocco” de Florencia
- Desde 2005 Académico: Academia Internazionale “Greci-Marino” de Vercelli.